# Mars 1808

## Événements
- 1er mars, France : établissement de la noblesse d'Empire comme distinction honorifique[1]. Elle se recrute pour 22 % dans l’ancienne noblesse, pour 22 % dans le peuple et pour 56 % dans la bourgeoisie.

- 7 mars, France : nomination de Fontanes comme grand maître de l'Université.

- 8 mars : le roi Jean VI de Portugal arrive à Rio de Janeiro[2]. Son arrivée déchaîne l’enthousiasme. Le roi abolit le régime du monopole et proclame la liberté industrielle (1er avril[3]). Il dote Rio d’institution scientifiques et artistiques : École de médecine et de chirurgie, Lycée des Arts, Bibliothèque royale (1810), Imprimerie royale (13 mai), Observatoire astronomique, académie militaire (1810), archives militaire avec une cartothèque[4].

- 10 mars : organisation du gouvernement à Rio ; le comte dos Arcos (ancien vice-roi), le comte de Barca (diplomate), Rodrigo de Sousa Coutinho, comte de Linhares, ministre des affaires étrangères[5].

- 12 mars : les Peuls d’Usman dan Fodio envahissent le Bornou et prennent la capitale Ngazargamu[6]. Ils sont chassés en 1810 par le religieux Mohamed El-Kanemi (en) qui rétablit son parent, Ahmed, roi du Bornou, sur son trône à Gasr Eggomo (Ngazargamu).

- 13 mars : début du règne de Frédéric VI de Danemark (1768-1839), roi de Danemark (fin en 1839) et de Norvège (fin en 1814). La veille de son avènement, le Danemark déclare la guerre à la Suède[7]. En mars, la Suède est menacée par les troupes françaises de Bernadotte en Scanie[8] et une offensive danoise venue de Norvège.

- 17 mars, France :
  - réorganisation du culte juif[1] avec obligation de porter un nom de famille;
  - décret d'organisation de l'Université impériale : toute l'éducation se trouve désormais sous le contrôle de l'État[1];
  - création du baccalauréat.

- 18 mars : conjuration d’Aranjuez ; émeute populaire contre le favori Godoy, sans doute fomentée par le prince des Asturies. Charles IV d'Espagne, effrayé, se réfugie auprès de Murat, qui commande les troupes françaises, puis abdique en faveur de son fils, qui prend le 19 mars le nom de Ferdinand VII[9]. Les autorités françaises contestent sa légitimité : Napoléon, arrivé à Bayonne, propose son arbitrage.

- 24 mars, France :
  - pose de la première pierre de la Bourse de Paris;
  - épuration de la magistrature. Malgré la règle de l’inamovibilité, 68 juges sont destitués et 94 sont priés de remettre leur démission par deux décrets, en application du senatus-consulte du 12 octobre 1807[10].

## Naissances
- 5 mars : Henri de Ruolz (mort en 1887), compositeur et chimiste français.
- 14 mars : James Manby Gully (mort en 1883), médecin thermaliste britannique.
- 15 mars : Hermann Friedrich Stannius (mort en 1883), physiologiste allemande.
- 17 mars : Robert Alfred Cloyne Godwin-Austen (mort en 1884), géologue britannique.
- 24 mars :
  - Franz von Hartmann (mort le 26 juin 1895), juriste autrichien
  - Jean-Baptiste Heslot (mort le 7 août 1865), prêtre catholique français
  - Joseph-Constant Ménissier (mort le 30 août 1864), peintre français
  - Maria Malibran (morte le 23 septembre 1836), mezzo-soprano française

## Décès
- 3 mars : Johan Christian Fabricius (né en 1745), entomologiste et économiste danois.